# Стодард (Висконсин)
Стодард (енгл. Stoddard) град је у америчкој савезној држави Висконсин.

## Демографија
По попису из 2010. године број становника је 774, што је 41 (-5,0%) становника мање него 2000. године.
| Група             | 2000.       | 2010.       |
| Белци             | 807 (99,0%) | 761 (98,3%) |
| Афроамериканци    | 0 (0,0%)    | 5 (0,6%)    |
| Азијати           | 1 (0,1%)    | 1 (0,1%)    |
| Хиспаноамериканци | 1 (0,1%)    | 6 (0,8%)    |
| Укупно            | 815         | 774         |